# جون غراهام (عداء مراثوني)
جون غراهام (بالإنجليزية: John Graham) هو عداء مراثوني بريطاني، ولد في 18 يونيو 1956.